# Louis Giard
Pour les articles homonymes, voir Giard.
Louis Giard, né le 27 avril 1993 à Vannes, est un véliplanchiste français.

## Carrière sportive
Il est deuxième de la finale de RS:X de la Coupe du monde de voile 2017 et troisième de la finale de la même discipline à la Coupe du monde de voile 2018.
Il remporte aux Championnats d'Europe de RS:X la médaille d'or en 2017 et la médaille de bronze en 2015.
Il est médaillé d'argent de RS:X aux Jeux méditerranéens de 2018.
Il est médaillé de bronze de RS:X aux Championnats du monde de voile 2018.

## Carrière professionnelle
En parallèle à son activité de sportif, il intègre le dispositif Athlètes SNCF en juillet 2018 en tant que chargé de communication.

## Palmarès[3]

### 2020
8ème au Championnat du Monde à Sorrento

### 2019
au Sailing World Cup Series RS:X à Enoshima
4ème au Championnat d'Europe à Palma de Majorque

### 2018
1er au Sailing World Cup à Miami
 2ème au Eurosaf CSL à Palma
 2ème au Sailing World Cup à Hyères
 3ème aux Sailing World Cup Finale à Marseille
 2ème aux Jeux Méditerranéens à Tarragone
 3ème au Championnat du Monde à Aarhus
8ème au Test Event RSX:M à Enoshima
 3ème au Championnat de France Elite RS:X / National d'Automne

### 2017
2ème au Championnat de France Elite RS:X en France
7ème au Championnat du Monde RS:X au Japon
 2ème au Sailling World Cup Finale à Santander
 1er au Championnat d'Europe RS:X à l'YCPR Marseille
 1er au Sailling World Cup à Hyères
 1er au Sailling World Cup à Miami

### 2016
5ème au Sailling World Cup à Hyères
5ème au Championnat du Monde RS:X

### 2015
1er au World Cup Final à Abu Dhabi
8ème au Championnat du Monde RS:X
 3ème au Championnat d'Europe RS: X en Sicile
8ème au Sailling World Cup à Hyères
6ème au Sailling World Cup à Miami

### 2014
1er au Championnat de France Elite Voile Olympique
9ème au Championnat du Monde
5ème aux Eurosaf CSL
 3ème au Sailling World CUp à Palma

### 2013
4ème aux Eurosaf CSL
 2ème au Championnat du France Elite Voile Olympique
5ème au Championnat d'Europe RS:X
4ème au Sailling World Cup à Hyères
 1er au Championnat du Monde RS:X

### 2012
2ème au Championnat de France Elite RS:X
7ème au Championnat de France de Voile Espoirs
7ème au Sailling World Cup à Hyères

### 2011
2ème au Championnat de France RS:X
 2ème au Championnat du Monde RS:X Jeunes
 3ème au Championnat du Monde Isaf Jeunes

### 2010
5ème au Championnat du Monde Jeunes RS:X
 1er au Championnat du Monde Jeunes
4ème au Championnat du Monde Isaf Jeunes

### 2009
3ème au Championnat du Monde Jeunes (-17 ans)
 1er au Championnat de France de Voile Espoirs 
 2ème au Championnat d'Europe Jeunes

### 2008
3ème au Championnat de France Espoirs